# Європейський молодіжний парламент
Європейський молодіжний парламент (ЄМП; англ. European Youth Parliament (EYP); франц. Parlement Européen des Jeunes (PEJ) – політично та релігійно нейтральна неприбуткова організація, яка заохочує європейську молодь до активної участі у громадському та культурному житті. Організація об’єднує понад 40000 молодих людей з усієї Європи на своїх заходах і має близько 5000 активних членів у різних країнах. Організація була заснована у 1987 році у Фонтенбло, Франція.

### Історія
Європейський молодіжний парламент був заснований Беттіною Карр-Алінсон як шкільний проект у ліцеї François-Ier у Фонтенбло, місті на південь від Парижу. Саме там відбулися три з чотирьох перших Міжнародних сесій – починаючи з 1988 року, приблизно через рік після заснування.
З часом організація динамічно розвивалася протягом декількох років і у 1991 році була перенесена Уітні, Оксфордшир, де була офіційно зареєстрована як European Youth Parliament International Ltd., дочірня організація благодійної фундації «Молодіжна фундація міста Фонтенбло», створеної у 1992 році. Протягом наступних 10 років організація розширювала масштаби своєї діяльності, а до її мережі долучалося все більше Національних комітетів. Відповідно, заходи ЄМП збирали все більшу кількість учасників і проводилися все частіше. Національні комітети організації засновувалися як у країнах Європейського Союзу, так і за його межами, виводячи ЄМП на пан’європейський рівень.
Протягом 2001-2004 років організація зіткнулася з проблемами фінансування, проте вже 4 листопада 2004 року Європейський молодіжний парламент було відроджено за взаємною домовленістю між представниками Ради Національних комітетів ЄМП (BNC), членами організації та Фундацією Хайнц-Шварцкопфа (Heinz-Schwarzkopf Foundation). З того часу ЄМП є програмою Фундації Шварцкопфа «Молода Європа» (Schwarzkopf-Stiftung Junges Europa), центральний офіс якої знаходиться у Берліні, Німеччина. 
Діяльність ЄМП, починаючи з 2004 року, не зупинялась, а організація продовжує активно розвиватися. За цей період організація впровадила певні реформи задля більшої прозорості роботи своїх інституцій та подальшого розширення своєї діяльності.

### Керівництво
На міжнародному рівні управління організацією здійснює міжнародна рада – Правління (Governing Body, GB). Правління налічує шість членів, які обираються Національними комітетами та членами ЄМП (учасниками сесій ЄМП). Представник Фундації Шварцкопфа також входить до Правління організації. Найбільшою відповідальністю Правління є гарантія якості Міжнародних сесій; також міжнародна рада відповідає за сталість розвитку, довгострокову стабільність та захист організації. Поточними робочими питаннями функціонування організації займається виконавчий директор (найманий працівник). Протягом 2004-2008 років цю посаду обіймав Філіпп Шарф (Philipp J. Scharff), протягом 2008-2011 років – Ян Філіпп Бек (Jan Phillip Beck), Президент 56ї Міжнародної сесії ЄМП – першої Міжнародної сесії ЄМП, яку було проведено в Києві, Україна.
Наразі виконавчим директором ЄМП є Вілле Васарамакі (Ville Vasaramäki).
На національному рівні Національні комітети самостійно визначають форми управління, проте такі форми повинні відповідати основним демократичним принципам. Саме Національні комітети відповідають за організацію та фінансування власних національних сесій (про які буде йти мова нижче). Міжнародні сесії отримують часткове фінансування від міжнародного офісу ЄМП, проте Національний комітет, який є організатором сесії, є відповідальним за фінансування заходу. Найчастіше джерелами фінансування сесій є національні і міжнародні організації та корпоративні спонсори.

### Національні комітети
Національні комітети ЄМП: 
- Албанія - EYP Albania
- Вірменія
- Австрія - EYP Austria [Архівовано 15 квітня 2012 у Wayback Machine.]
- Бельгія - EYP-Europolis Belgium
- Білорусь - EYP Belarus [Архівовано 15 січня 2013 у Wayback Machine.]
- Болгарія - EYP Bulgaria
- Хорватія - EYP Croatia [Архівовано 27 травня 2009 у Wayback Machine.]
- Кіпр - EYP Cyprus
- Чехія - EYP Czech Republic [Архівовано 6 лютого 2009 у Wayback Machine.]
- Данія
- Естонія - Tegusad Eesti Noored
- Фінляндія - EYP Finland [Архівовано 31 жовтня 2020 у Wayback Machine.]
- Франція - PEJ France [Архівовано 1 березня 2011 у Wayback Machine.]
- Німеччина - EYP Germany [Архівовано 1 липня 2019 у Wayback Machine.]
- Грузія - EYP Georgia[недоступне посилання з червня 2019]
- Греція - EYP Greece [Архівовано 15 грудня 2020 у Wayback Machine.]
- Угорщина
- Ісландія
- Ірландія - EYP Ireland [Архівовано 22 жовтня 2008 у Wayback Machine.]
- Італія - EYP  [Архівовано 3 червня 2012 у Wayback Machine.]
- Косово - EYP Kosovo
- Латвія - EYP Latvia [Архівовано 8 травня 2012 у Wayback Machine.]
- Литва -
- Люксембург
- Північна Македонія - EYP Macedonia
- Мальта
- Нідерланди - EYP The Netherlands [Архівовано 30 жовтня 2020 у Wayback Machine.]
- Норвегія - EYP Norway [Архівовано 5 листопада 2008 у Wayback Machine.]
- Польща - EYP Poland [Архівовано 22 лютого 2020 у Wayback Machine.]
- Португалія - PEJ Portugal [Архівовано 21 грудня 2010 у Wayback Machine.]
- Румунія - EYP Romania [Архівовано 19 липня 2011 у Wayback Machine.]
- Росія - EYP Russia
- Сербія
- Словенія
- Словаччина - EYP Slovakia [Архівовано 30 січня 2020 у Wayback Machine.]
- Іспанія - EYP Spain [Архівовано 20 квітня 2012 у Wayback Machine.]
- Швеція - EYP Sweden [Архівовано 26 жовтня 2020 у Wayback Machine.]
- Швейцарія - EYP Switzerland [Архівовано 26 жовтня 2020 у Wayback Machine.]
- Туреччина - EYP Turkey [Архівовано 19 вересня 2017 у Wayback Machine.]
- Україна - EYP Ukraine [Архівовано 5 листопада 2008 у Wayback Machine.]
- Велика Британія - EYP UK [Архівовано 21 березня 2012 у Wayback Machine.]

### Сесії
ЄМП щороку проводить три міжнародні дев’ятиденні сесії. Вони відбуваються в різних європейських країнах; взяти участь у сесіях можуть представники не лише члени ЄС. Кожен Національний комітет обирає делегацію для участі в сесії; кількість делегатів від країни залежить від того, скільки часу і як ефективно працює Національний комітет ЄМП в цій країні. На сесії делегатів направляють у різні комітети, які працюють над окремими темами. Такий розподіл забезпечує максимальне культурне та національне розмаїття у комітеті і є потужним стимулом для соціалізації та встановлення дружніх відносин між молодими людьми з різних країн, які працюють в одному комітеті. 
Кожна сесія починається з процесу дводенної побудови команди (team-building), під час якого члени комітетів знайомляться один з одним, виконують ігрові спортивні та інтелектуальні завдання, тим самим згуртовуючись в єдину команду. Метою завдань є створення комфортної атмосфери для найефективнішої роботи комітету.
Після побудови команди починається чотириденна робота комітету. Протягом роботи в комітеті делегати обговорюють проблемну тему, яка переважно стосується поточних європейських політичних, економічних, соціальних питань. За результатами обговорень вони складають резолюцію, яка містить спільне для всіх делегатів бачення щодо того, як вирішити цю проблему. Зазвичай, на Міжнародній сесії до роботи комітету залучають експертів (членів Європейського Парламенту чи фахівців інших державних та недержавних інституцій), які діляться із делегатами досвідом та професійними знаннями.
Підсумковою частиною сесії є Генеральна Асамблея, під час якої члени кожного комітету представляють свої резолюції, спільно з членами інших комітетів ведуть дебати, захищаючи своє бачення вирішення тієї чи іншої проблеми. Після дебатів за кожною із резолюцій делегати голосують, приймаючи чи відхиляючи резолюції. Затверджені резолюції надсилають до Європейського Парламенту на розгляд як ініціативу європейської молоді. Генеральна Асамблея зазвичай проводиться у місцевому парламенті, головній залі міської ради чи іншій престижній муніципальній будівлі.
Крім Міжнародних сесій Національні комітети ЄМП щороку проводять декілька національних та регіональних сесій. Національні сесії проводяться з метою відбору делегації Міжнародні сесії. Національні сесії тривають 3-4 дні; регіональні сесії – від 3 до 8 днів. Усі сесії мають подібну до міжнародних сесій структуру.
Перелік проведених Міжнародних сесій ЄМП станом на квітень 2012 року:
- 1ша Міжнародна сесія у Фонтенбло, Франція, 1988
- 2га Міжнародна сесія у Фонтенбло, Франція, 1989
- 3тя Міжнародна сесія у Тесалоніках, Греція, 1989
- 4та Міжнародна сесія у Фонтенбло, Франція, 1990
- 5th Міжнародна сесія у Лісабоні, Португалія, 1990
- 6th Міжнародна сесія у Кронберзі, Німеччина, 1990
- 7th Міжнародна сесія у Празі, Чехія, 1991
- 8th Міжнародна сесія у Барселоні, Іспанія, 1991
- 9th Міжнародна сесія у Оксфорді, Велика Британія, 1992
- 10th Міжнародна сесія у Страсбурзі, Франція, 1992
- 11th Міжнародна сесія у Генті, Бельгія, 1992
- 12th Міжнародна сесія у Будапешті, Угорщина, 1993
- 13th Міжнародна сесія у Люксембурзі, Люксембург, 1993
- 14th Міжнародна сесія у Фонтенбло, Франція, 1993
- 15th Міжнародна сесія у Берліні, Німеччина, 1994
- 16th Міжнародна сесія у Брюселі, Бельгія, 1994
- 17th Міжнародна сесія у Гольстебро, Данія, 1994
- 18th Міжнародна сесія у Готенбурзі, Швеція, 1995
- 19th Міжнародна сесія у Дубліні, Ірландія, 1995
- 20th Міжнародна сесія у Мілані, Італія, 1995
- 21st Міжнародна сесія у Гельсінках, Фінляндія, 1996
- 22nd Міжнародна сесія у Мюнхені, Німеччина, 1996
- 23rd Міжнародна сесія у Нікосії, Кіпр, 1996
- 24th Міжнародна сесія у Тесалоніках, Греція, 1997
- 25th Міжнародна сесія у Барселоні, Іспанія, 1997
- 26th Міжнародна сесія у Едінбурзі, Велика Британія, 1997
- 27th Міжнародна сесія у Гранаді, Іспанія, 1998
- 28th Міжнародна сесія у Брюселі, Бельгія, 1998
- 29th Міжнародна сесія у Відні, Австрія, 1998
- 30th Міжнародна сесія у Римі, Італія, 1999
- 31st Міжнародна сесія у Ваймарі, Німеччина, 1999
- 32nd Міжнародна сесія у Хеменлінна, Фінляндія, 1999
- 33rd Міжнародна сесія у Афінах, Греція, 2000
- 34та Міжнародна сесія у Берні, Швейцарія, 2000
- 35th Міжнародна сесія у Оксфорді, Велика Британія, 2000
- 36th Міжнародна сесія у Стокгольмі, Швеція, 2001
- 37th Міжнародна сесія у Дубровніку, Хорватія, 2001
- 38th Міжнародна сесія у Порто, Португалія, 2001
- 39th Міжнародна сесія у Ризі, Латвія, 2002
- 40ва Міжнародна сесія у Генті, Бельгія, 2002
- 41st Міжнародна сесія у Турині, Італія, 2002
- 42га Міжнародна сесія у Празі, Чехія, 2003
- 43rd Міжнародна сесія у Дубліні, Ірландія, 2003
- 44та Міжнародна сесія у Таллінні, Естонія, 2003
- 45th Міжнародна сесія у Дархемі, Велика Британія, 2004
- 46та Міжнародна сесія у Таборі, Чехія, 2004
- 47ма Міжнародна сесія у Берліні, Німеччина, 2004
- 48ма Міжнародна сесія у Ставангері, Норвегія, 2005
- 49та Міжнародна сесія у Базелі, Швейцарія, 2005
- 50та Міжнародна сесія у Барі, Італія, 2005
- 51ша Міжнародна сесія у Парижі, Франція, 2006
- 52га Міжнародна сесія у Вентспілс-Рига, Латвія, 2006
- 53тя Міжнародна сесія у Києві, Україна, 2006
- 54та Міжнародна сесія у Потсдамі, Німеччина, 2007
- 55та Міжнародна сесія у Бялистоку, Польща, 2007
- 56та Міжнародна сесія у Дубліні, Ірландія, 2007
- 57ма Міжнародна сесія у Празі, Чехія, 2008
- 58ма Міжнародна сесія у Ліверпулі, Велика Британія, 2008
- 59та Міжнародна сесія у Ренні, Франція, 2008
- 60та Міжнародна сесія у Стокгольмі, Швеція, 2009
- 61ша Міжнародна сесія у Льовені, Бельгія, 2009
- 62га Міжнародна сесія у Гельсінках, Фінляндія, 2009
- 63я Міжнародна сесія у Тромсо, Норвегія, 2010
- 64та Міжнародна сесія у Франкфурті, Німеччина, 2010
- 65та Міжнародна сесія у Львові, Україна, 2010
- Надзвичайна Міжнародна сесія у Ліллехаммері, Норвегія, 2010
- 66та Міжнародна сесія у Афінах, Греція, 2011
- 67ма Міжнародна сесія у Греноблі, Франція, 2011
- 68ма Міжнародна сесія у Загребі, Хорватія, 2011
- 69та Міжнародна сесія у Стамбулі, Туреччина, 2012

- 70та Міжнародна сесія у Таллінні, Естонія, 2012
- 71ша Міжнародна сесія у Амстердамі, Нідерланди, 2012
- 72га Міжнародна сесія у Мюнхені, Німеччина, 2013
- 73тя Міжнародна сесія у Цюриху, Швейцарія, 2013
- 74та Міжнародна сесія у Тбілісі, Грузія; 2013

Наступні Міжнародні сесії:
- 75та Міжнародна сесія у Ризі, Латвія; 2013
- 76та Міжнародна сесія у Барселоні, Іспанія; 2013
- 77ма Міжнародна сесія у Києві, Україна; 2013
- 78ма Міжнародна сесія у Тампере, Фінляндія; 2013